# Гало-орбита
Гало-орбита (от др.-греч. ἅλως «круг, диск») — периодическая трёхмерная орбита возле точек Лагранжа L1, L2 или L3 в задаче трёх тел орбитальной механики. Хотя точки Лагранжа — это не более чем некоторые точки во вращающейся вместе с двумя массивными телами системе отсчёта, вокруг них может осуществляться орбитальное движение под действием гравитационного притяжения со стороны двух массивных тел, а также силы Кориолиса и центробежной силы, обусловленных неинерциальностью системы отсчёта. Гало-орбиты существуют во многих системах двух массивных тел, таких, например, как Солнце — Земля или Земля — Луна. Для каждой точки Лагранжа существует бесконечное множество пар гало-орбит, симметричных относительно плоскости вращения системы двух массивных тел. Чтобы удержать спутник на такой орбите, требуются применение стабилизирующих воздействий, поскольку гало-орбиты обычно неустойчивы.

## Определение и история
Роберт У. Фаркуар впервые использовал название «гало» для этих орбит в 1968 своей диссертации на степень доктора философии. Фаркуар выступал за использование космического корабля на гало-орбите близ точки Лагранжа L2 системы Земля — Луна (61 500 км за орбитой Луны и неподвижно над ней) в качестве ретрансляционной станции для связи с «Аполлоном» в миссии к обратной стороне Луны. Космический корабль на такой гало-орбите может быть в непрерывной видимости как с Земли, так и с обратной стороны Луны. В конце концов, ни запуск спутника связи, расположенного в точке Лагранжа L2 системы Земля — Луна, ни старт миссии «Аполлона» к обратной стороне Луны так и не состоялись.
Фаркуар использовал аналитические выражения для представления гало-орбит. Более точно эти орбиты были найдены численно в работах Кэйтлин Хауэлл.
Космический аппарат на гало-орбите
Впервые гало-орбита была использована спутником ISEE-3, который был запущен в 1978 году. Он проследовал к точке Лагранжа L1 системы Солнце — Земля и оставался в её окрестности в течение нескольких лет. 
 
Следующей миссией, в которой была использована гало-орбита, стал совместный проект ЕКА и НАСА по изучению Солнца — космический аппарат SOHO, который прибыл в окрестность точки Лагранжа L1 системы Солнце — Земля в 1996 году. Этот аппарат использовал орбиту, напоминающую орбиту аппарата ISEE-3.
С тех пор в окрестность точек Лагранжа был отправлен ряд космических аппаратов. Однако, как правило, они совершали движение скорее по близким непериодическим орбитам, известным как орбиты Лиссажу, нежели по настоящим гало-орбитам.

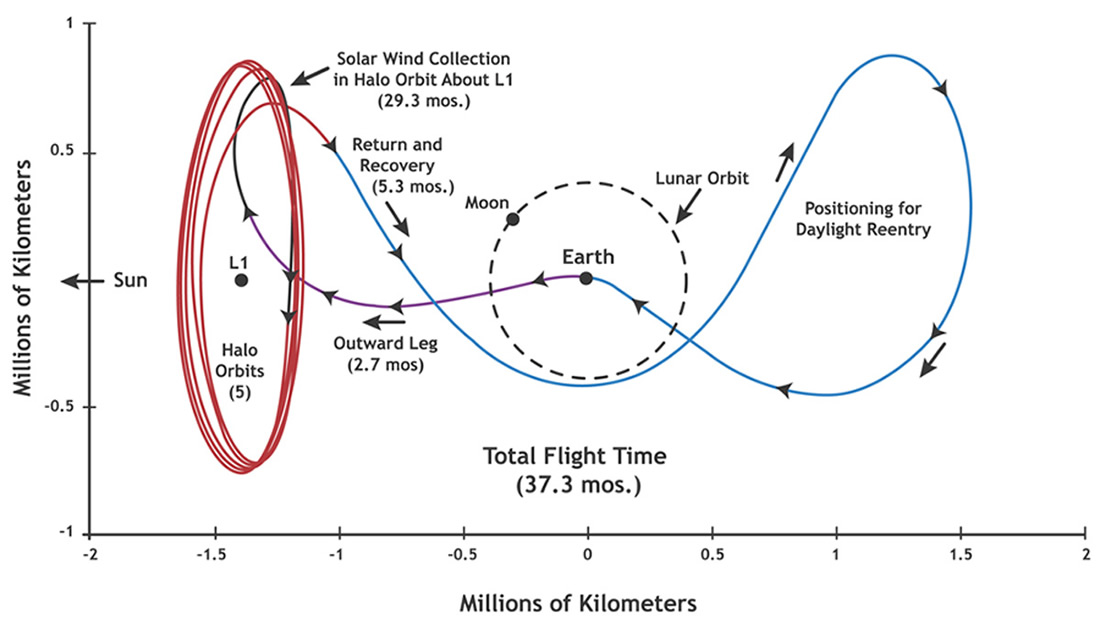
Траектория космического аппарата Genesis и план полёта, который включает 4 оборота по гало-орбите вокруг точки либрации; основаны на работе Кэйтлин Хауэлл. Упрощенное представление траектории — показана двумерная проекция сложной трехмерной траектории.

Космический аппарат Genesis, созданный в 2001 году, был выведен на ляпуновскую гало-орбиту около точки Лагранжа L1 системы Солнце — Земля. За три года аппарат совершил четыре оборота по этой орбите, после чего был осуществлён пятимесячный перелет дальностью более трёх миллионов километров к точке L2, её облёт и выход на посадочную траекторию после гравитационного манёвра около Луны. Расчёт этой низкоэнергетической траектории потребовал около трёх лет работы и применения современных методов теории динамических систем.
Ретрансляционный спутник Цюэцяо, выведенный на орбиту 20 мая 2018 года, циркулирует по гало-орбите вокруг точки Лагранжа L2 системы Земля-Луна.
Также по галоорбите около точки либрации L1 движется спутник Deep Space Climate Observatory (2015).